# 龚道耕
龚道耕（1876年—1941年），字向农、君迪，别署蛛隐，晚号䏁翁，原籍浙江会稽，生于四川成都，中国经学家。